# Paul Oakenfold
Paul Mark Oakenfold /ˈoʊkənfoʊld/ (n. 30 august 1963, Londra, Anglia) este un DJ de trance și producător muzical. În anii 1998 și 1999 a fost votat DJ-ul numărul 1 în revista DJ magazine.

## Discografie

### Albume

#### Albume de studio
- 2002 Bunkka
- 2006 A Lively Mind
- 2014 Trance Mission
- 2016[3]  Pop Killer

#### DJ Tools
- 2000 Bust A Groove
- 2000 Sampladelica: The Roots of Paul Oakenfold
- 2006 The Ultimate DJ Sample Box (cu Norman Cook)

#### Albume remixate
- 1994 Goa Mix
- 1994 Journeys By DJ 5: Journey Through The Spectrum
- 1995 A Voyage into Trance
- 1996 Perfecto Fluoro
- 1997 Fantazia Presents the House Collection 6
- 1997 Cream Anthems 97
- 1997 Global Underground 004
- 1998 Tranceport
- 1998 Global Underground 007
- 1999 Resident: Two Years of Oakenfold at Cream
- 2000 Perfecto Presents: Another World
- 2000 Essential Selection Vol. 1 (cu Fatboy Slim)
- 2001 Perfecto Presents: Travelling
- 2001 Swordfish (coloană sonoră)
- 2001 Perfecto Presents Ibiza
- 2003 Perfecto Presents: Great Wall
- 2004 Creamfields
- 2005 Perfecto Presents: The Club
- 2007 Greatest Hits & Remixes, Vol. 1
- 2008 Anthems UK Edition
- 2009 Perfecto Vegas
- 2010 The Goa Mix 2011
- 2011 Nevermind The Bollocks, Here's Paul Oakenfold
- 2011 We Are Planet Perfecto Volume 1

### DVD-uri
- 2004: A Voyage Into Trance
- 2008: 24:7 (documentar și concert live)

## Legături externe
- Site web oficial
- Oakenfold Mixes Arhivat în 22 octombrie 2019, la Wayback Machine.
- Paul Oakenfold discografia la Discogs
- Paul Oakenfold la Internet Movie Database